# Ярамор (Моркинский район)
Ярамор (мар. Изи Ярамарий) — починок в Моркинском районе Республики Марий Эл. Входит в состав Шалинского сельского поселения.

## География
Находится в юго-восточной части республики Марий Эл на расстоянии приблизительно 18 км по прямой на запад от районного центра посёлка Морки.

## История
Известен с 1763 года как починок с населением 30 человек. В 1839 году в починке находилось 8 дворов, насчитывалось 26 душ мужского пола. В 1895 году в починке проживали 158 человек, в 1924 58. В период с 1923 по 1928 год из починка выехали 25 семей на новое место жительства во вновь образованные починки Ильинский, Никольский, Максимовский. В 2004 году в починке оставалось 12 хозяйств. В советское время работали колхозы «Юшут» и «Совет».

## Население
Население составляло 30 человек (мари 100 %) в 2002 году, 23 в 2010.